# Ácia
Ácia Balba Júlio Segunda Cesônia (em latim: Atia Iuliae, de nome completo Atia Balba Iulius Secundia Cæsonia; 85 a.C. - 43 a.C.) foi uma conhecida patrícia romana, pertencente a uma antiga família patrícia, os Júlios (latim: Iuliae), tendo parentesco somente com outras do mesmo estamento. Era filha do pretor Marco Átio Balbo, em latim: Marcus Atius Balbus, membro conhecido da aristocracia da época, e de Júlia César, a Jovem, irmã de Júlio César. Balbo, nativo de Arícia pelo lado paterno, era parente, pelo lado materno, do triunvir Pompeu Magno. Foi a mãe de Otaviano, o futuro imperador Augusto.

## Casamentos
Casou-se com o senador Caio Otávio Turino (em latim: Gaius Octavius Thurinus), também procônsul na Macedónia, de quem teve Octávia  (69 - 11 a.C.) e Caio Otávio, futuro imperador Augusto  (23 de Setembro de 63 a.C. - 19 de Agosto de 14 d.C.). Segundo Plutarco, Octávia era filha de um casamento anterior, sendo o nome de sua mãe Ancharia, mas Suetônio enumera três filhos de Caio Otávio, uma filha, Otávia, filha de Ancharia, e dois filhos, Otávia e Augusto, de Ácia. Ficou viúva em 59 a.C.,[carece de fontes?] tendo contraído novas núpcias com Lúcio Márcio Filipo, cônsul da República Romana  em 56 a.C que, segundo historiadores da época, seria descendente de Alexandre, o Grande (356-323 a.C.).

## Geração Divina

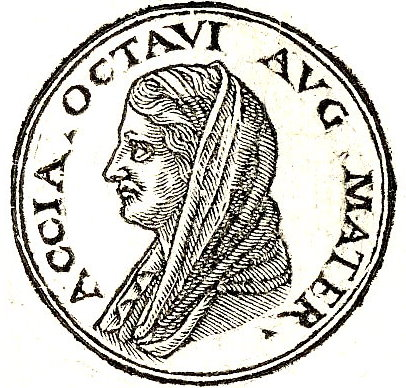
Representação de Ácia na obra Promptuarii Iconum Insigniorum.

No livro sobre a Vida dos Césares, escrito no começo do século II d.C. pelo historiador Suetônio, aparece a narrativa da geração divina de Caio Júlio César Octaviano Augusto, o primeiro imperador romano, que viveu entre os anos 63 a.C. e 14 d.C. Suetônio atribui a lenda a Asclepias de Mendes, no livro Theologumena. Portanto, César Augusto é contemporâneo ao nascimento de Cristo. A concepção de Augusto foi assim:
Ácia, a mãe de Augusto, tinha ido à meia noite ao templo de Apolo para um sacrifício solene, ficando dormida na liteira, enquanto que foram embora as outras mulheres; diz ainda que se deslizou ao seu lado uma serpente, retirando-se pouco depois; quando despertou, purificou-se como se tivesse saído dos braços do marido, e desde aquele momento ficou para sempre no corpo a imagem que nunca conseguiu apagar, por isso, não quis se mostrar nunca nos banhos públicos; Augusto nasceu dez meses depois e, por esta razão foi considerado como filho de Apolo.

## Matrona Romana
Segundo Tácito, no seu Diálogo dos Oradores, Ácia era uma das mais respeitáveis matronas romanas de sua época:
Em sua presença nenhuma baixeza poderia ser pronunciada ou atitude mal-educada feita sem que considerasse uma grave ofensa. Regulava sua vida pela religião e com a máxima delicadeza tratava não apenas de seus afazeres juvenis como de seus divertimentos e jogos.
Ácia morreu durante o primeiro consulado de seu filho, entre agosto e setembro de 43 a.C., tendo recebido um funeral com grandes honras. Seu marido, Filipo desposou mais tarde uma de suas irmãs, portanto também uma Iulius.

## Na cultura popular
- Foi interpretada pela atriz inglesa Polly Walker na série Roma da HBO, de 2005.